# Palmira Pla Pechovierto
Palmira Pla Pechovierto (Cretes, Matarranya, 31 de març de 1914 - Castelló de la Plana, 27 d'agost de 2007) fou una pedagoga i mestra aragonesa establerta a Benicàssim.

## Biografia
Filla d'un guàrdia civil, va viure uns anys a La Puebla de Híjar i Cedrillas, i més tard a Barcelona i València, però tornà a Terol, on va fer de mestra fins que esclatà la Guerra civil espanyola. Membre de les Joventuts Socialistes d'Espanya des del 1931, el 1935 va ingressar al PSOE. Durant la guerra civil fou tresorera de l'Agrupació Aragonesa tant del PSOE com de la FETE-UGT alhora que treballava com a mestra i delegada de Colònies Escolars a Aragó, però amb l'avanç dels revoltats, va haver d'exiliar-se a França, creuant la frontera pel Pirineu d'Osca en companyia de quatre mestres de Jaca. A França va conèixer a qui seria el seu marit, Adolfo Jimeno Velilla, i va sofrir les penúries de l'ocupació del país per l'Alemanya nazi. El 1945 va participar com a delegada al congrés del Partit Socialista Obrer Espanyol en l'exili.
El 1947 s'establí a Caracas i Maracay (Veneçuela) on creà l'Instituto Escuela Calicanto, que seguia els postulats de la Institución Libre de Enseñanza.
El 1975 va tornar a Espanya i exercí com a mestra durant la transició espanyola a Valdealgorfa. A les eleccions generals espanyoles de 1977 fou elegida diputada pel PSOE per la província de Castelló de la Plana. A les eleccions municipals espanyoles de 1979 fou nomenada regidora de Cultura a Benicàssim i continuà la seva tasca docent a Almassora fins que es va jubilar. En els darrers anys va donar 840.000 euros a la Universitat Carles III de Madrid, el rector de la qual era Gregorio Peces-Barba Martínez, i es van convocar les beques Palmira Pla, per tal que estudiants veneçolans hi poguessin estudiar.
Va ser enterrada al cementeri de Sant Josep de Castelló.